# فانوس‌ماهی جواهری
فانوس‌ماهی جواهری (نام علمی: Lampanyctus crocodilus) نام یک گونه از تیره فانوس‌ماهی است.